# 중산구 (다롄시)

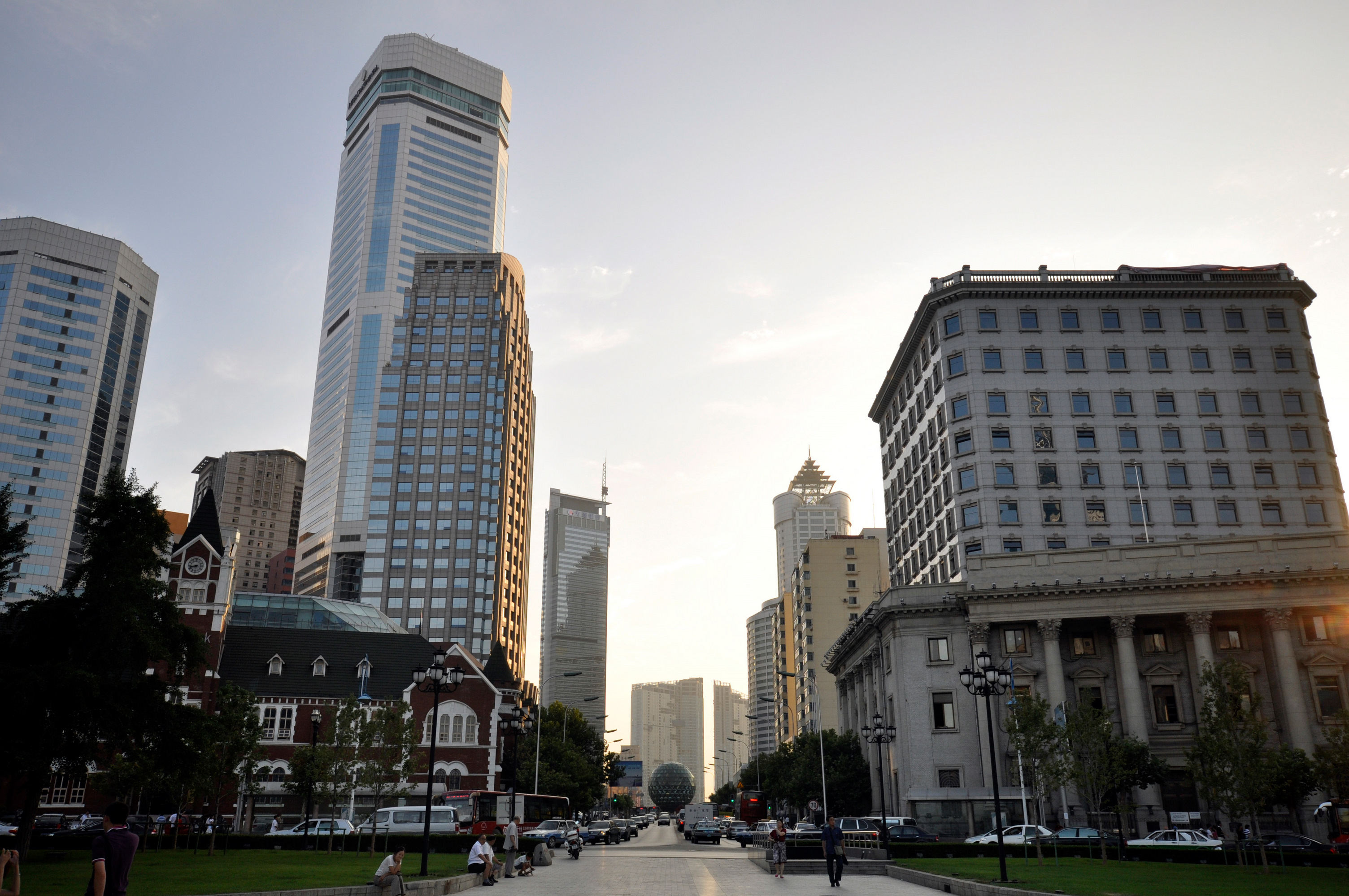

중산구(한국어: 중산구, 중국어: 中山区, 병음: Zhōngshān Qū)는 중화인민공화국 랴오닝성 다롄시의 행정구역이다. 넓이는 43km2이고, 인구는 2007년 기준으로 350,000명이다.

## 행정 구역
8개 가도를 관할한다.
- 가도: 海军广场街道, 人民路街道, 桂林街道, 青泥街道, 虎滩街道, 葵英街道, 昆明街道 , 桃源街道.